# Julian Rosefeldt
Julian Rosefeldt, né en 1965 à Munich (Allemagne), est un artiste vidéo et cinéaste allemand.

## Travail
Le travail de Rosefeldt consiste principalement en des installations cinématographiques et vidéo élaborées et visuellement opulentes, souvent présentées sous forme de projections panoramiques multicanaux. Ses installations vont du documentaire au récit théâtral.

## Filmographie

### Au cinéma

#### Comme producteur, scénariste et réalisateur
- 2002 : Asylum (court métrage)
- 2014 : Deep Gold (court métrage)
- 2015 : Manifesto
- 2015 : The Creation

#### Au département artistique
- 2009 : L'Enquête (The International)

## Récompenses et distinctions
- (en) Julian Rosefeldt: Awards, sur l'Internet Movie Database